# Маркіз Гедфорт

Герб маркізів Гедфорд.

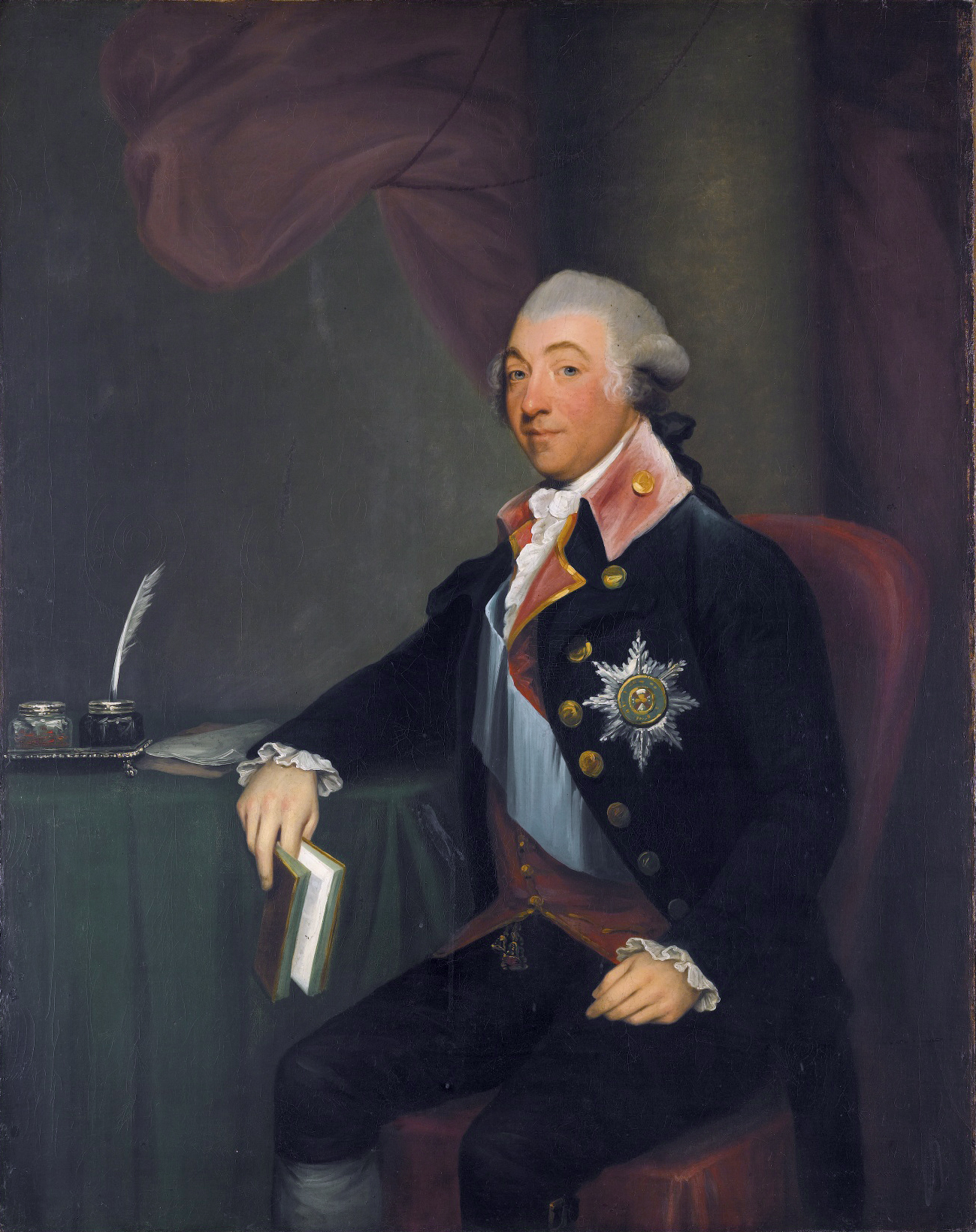
Томас Тейлор – І граф Бектайв.

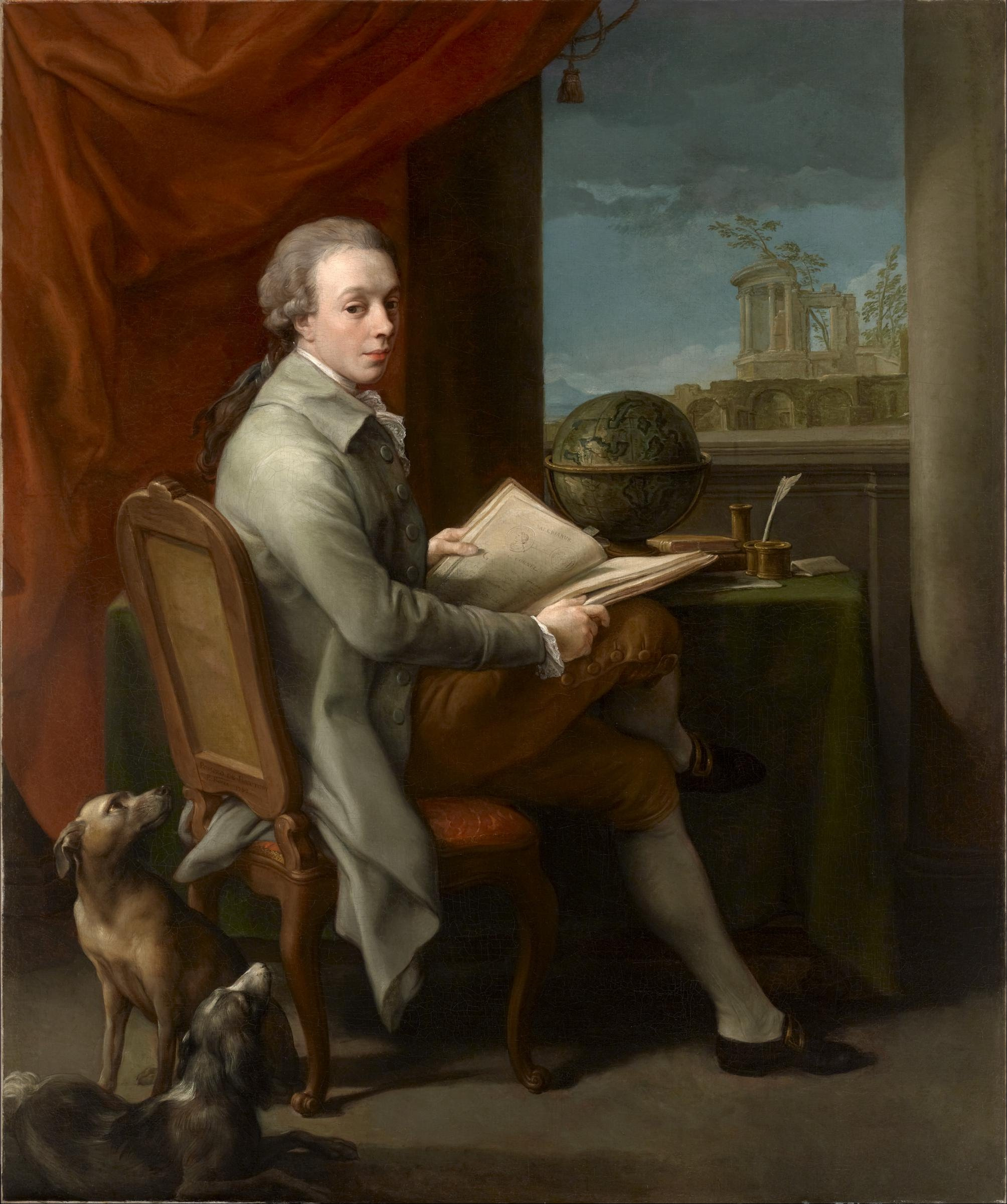
Томас Тейлор – І маркіз Гедфорд.

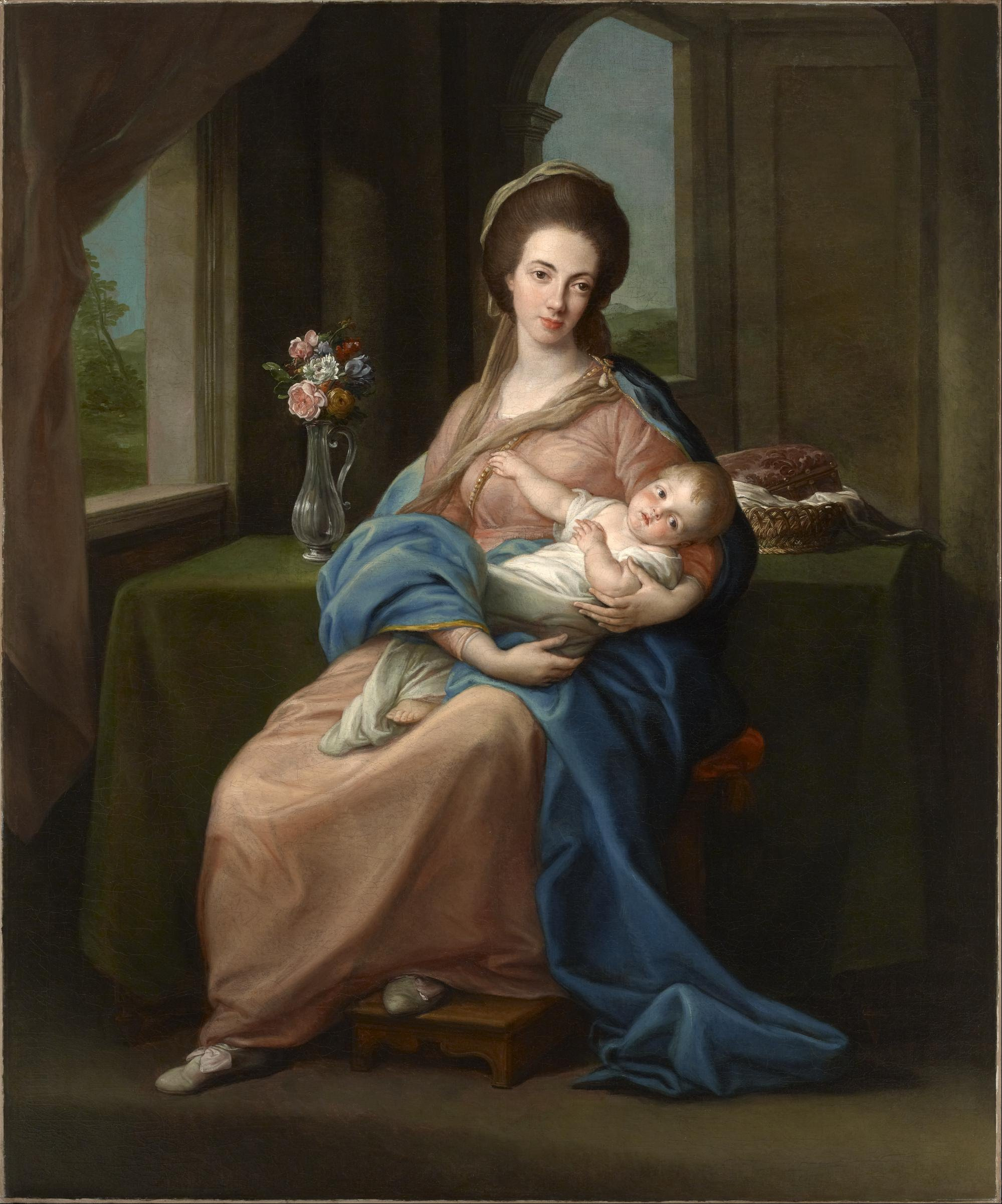
Мері – дружина Томаса Тейлора – І маркіза Гедфорд.

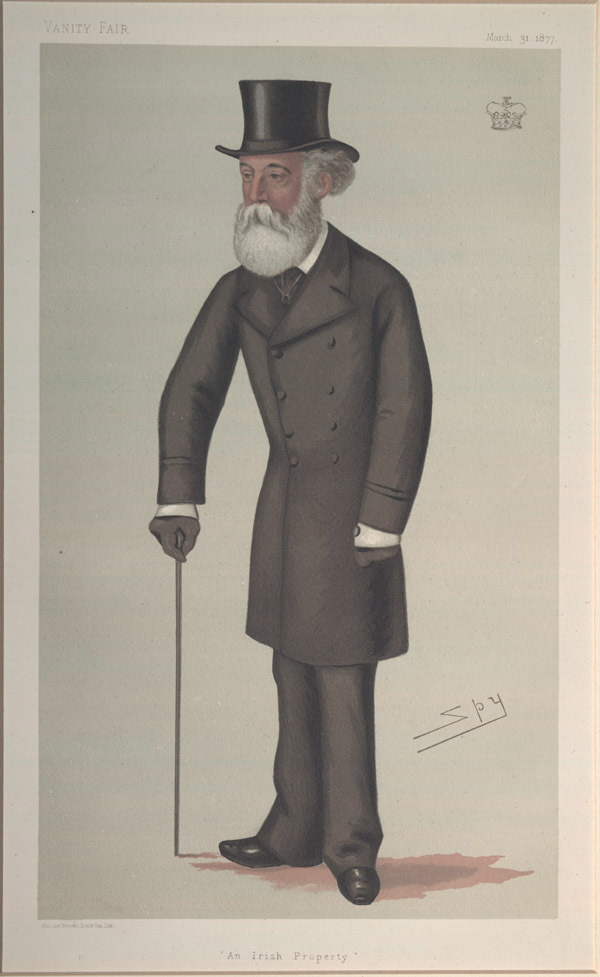
Томас Тейлор – III маркіз Гедфорд. Карикатура «Ірландська власність» із серії «Ярмарок марнославства».

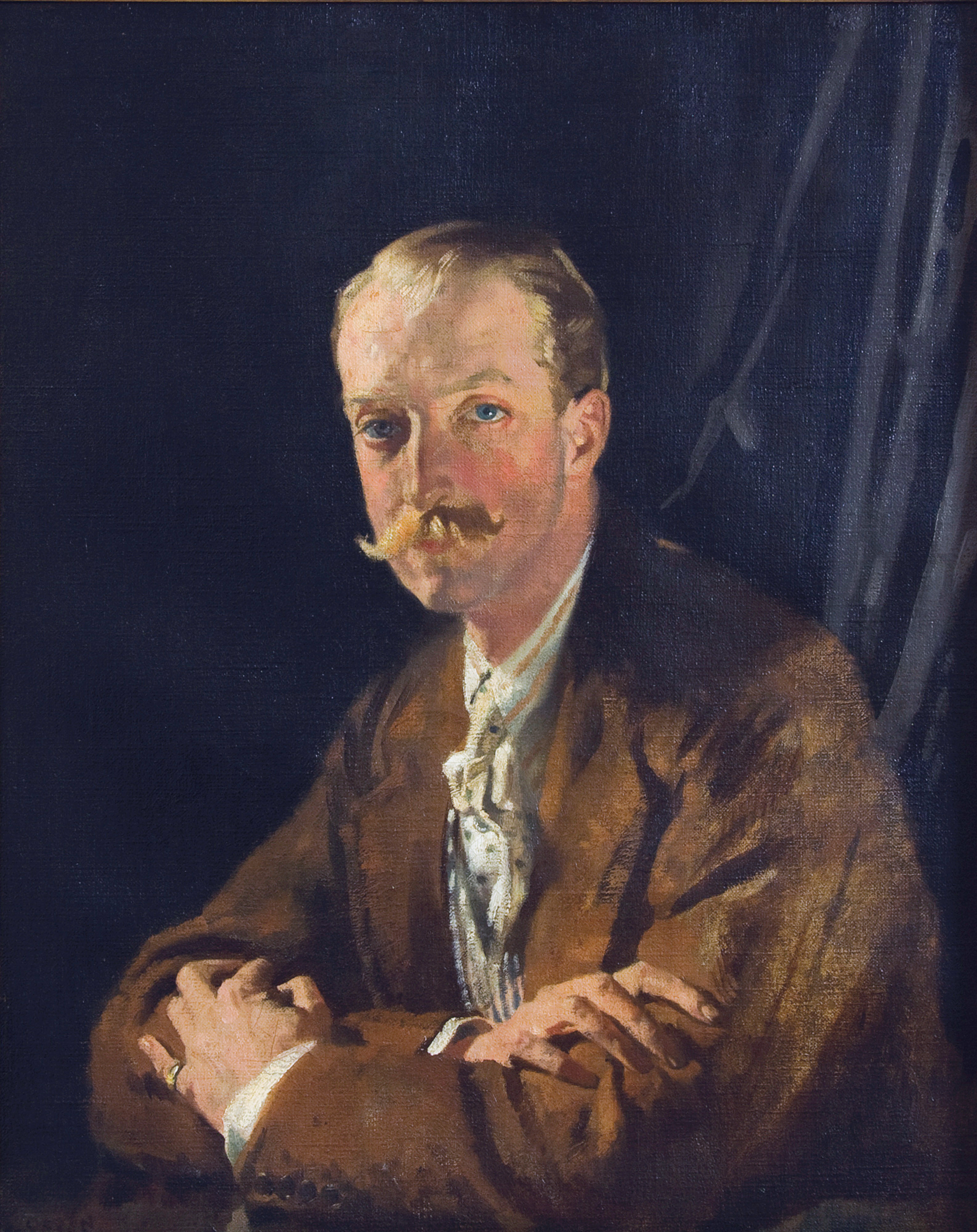
Джефрі Тейлор – IV маркіз Гедфорд.

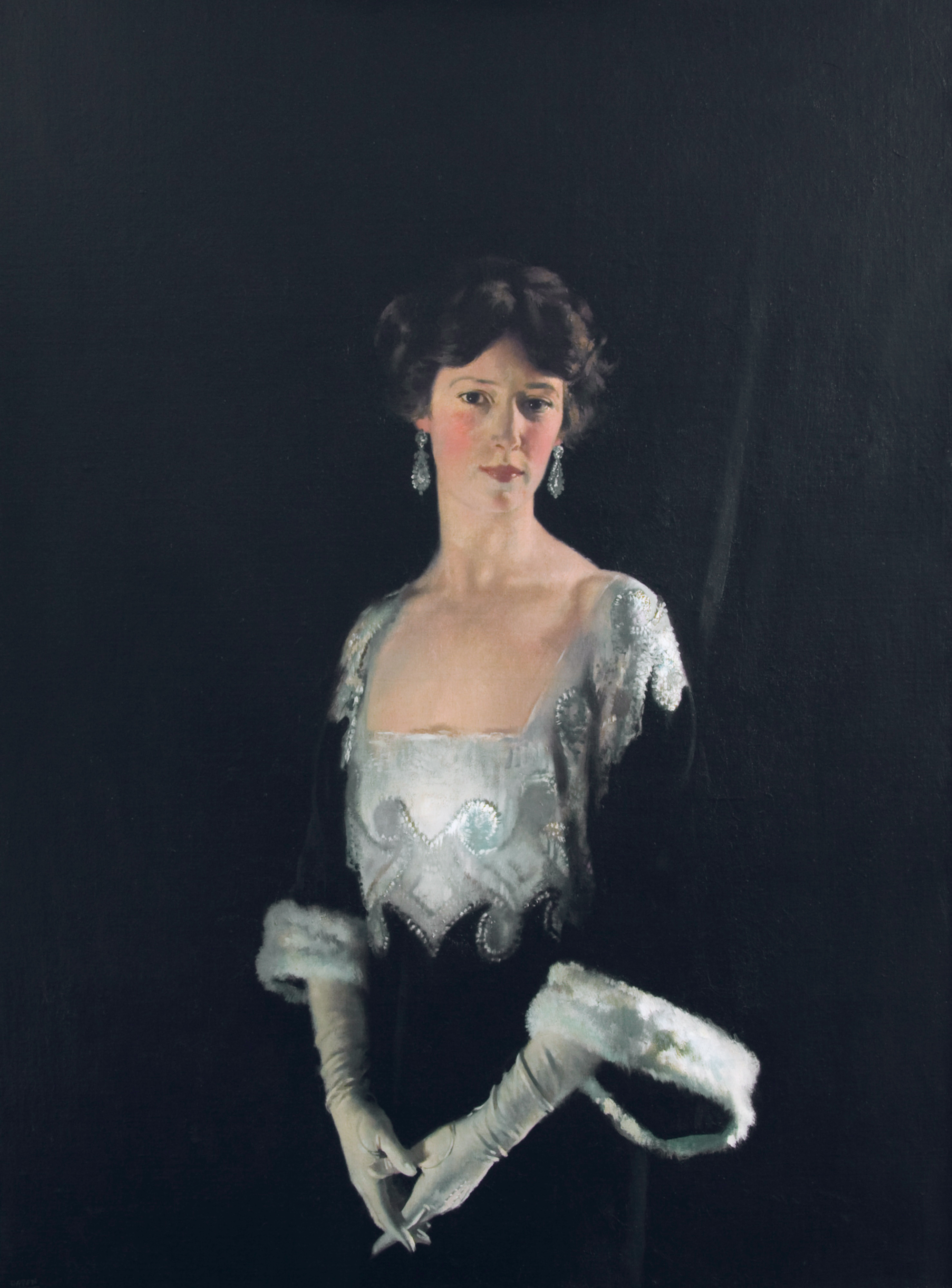
Розі – дружина Джефрі Тейлора – IV маркіза Гедфорд.

Маркізм Гедфорт (англ. - Marquess of Headfort) – аристократичний титул в перстві Ірландії. 

## Гасло маркізів Гедфорд
Consequitur quodcunque petit - «Він отримує все, що шукає» (лат.)

## Історія маркізів Гедфорт
Титул маркіз Гедфорт був створений в 1800 році в перстві Ірландії для Томаса Тейлора – II графа Бектайв. Маркізи Гедфорд володіли титулами: граф Бектайв з 1766 року, віконт Гедфорт з 1762 року, барон Гедфорт х Гедфорта, що в графстві Міт з 1760 року, барон Кенліс з Кенліса, що в графстві Міт з 1831 року. Всі титули (крім останнього) були створені в перстві Ірландії. Крім того маркізи Гедфорт володіли титулом баронет Гедфорт у баронетстві Ірландії. До ухвалення закону про Палату лордів 1999 року маркізи Гедфорд були депутатами Палати лордів парламенту Великої Британії як барони Кенліс у перстві Великої Британії.  
Родина і династія маркізів Гедфорт походить від Томаса Тейлора, що переселився до Ірландії біля 1650 року із графства Сассекс (Англія), щоб від імені парламенту Англії контролювати фінансові витрати військової кампанії Олівера Кромвеля по придушенню повстання за незалежність Ірландії. Томас Тейлор взяв на себе обов’язки картографа, допомагаючи серу Вільяму Петті в проекті картографування Ірландії.  
Син Томаса Тейлора – теж Томас Тейлор був обраний депутатом Палати громад парламенту Ірландії. У 1704 році він отримав титул баронета Тейлор з Келлс, що в графстві Міт в баронетстві Ірландії. 20 червня 1682 року він одружився з Енн Коттон – дочкою сера Роберта Коттона – I баронета з Комбермір та його дружини Гестер Солсбері.
Титул успадкував його син – теж Томас Тейлор. Він був обраний депутатом Палати громад парламенту Ірландії і представляв Келлс в 1713 – 1757 роках. У 1753 році він був включений до Таємної Ради Ірландії.  
III баронет Тейлор з Келлс теж Томас Тейлор, онук І баронета Тейлор з Келлс теж був обраний депутатом Палати громад парламенту Ірландії від Келлс. У 1760 році він отримав титул пера Ірландії як барон Гедфорт з Гедфорта, що в графстві Міт. У 1762 році він отримав титул віконта Гедфорт з Гедфорта, що в графстві Міт, а в 1766 році він отримав титул графа Бектайв із замку Бектайв, що в графстві Міт. Він був старшим сином уроженої Сари Грем і сера Томаса Тейлора – II баронета Тейлор. Його сестра – Генрієтта Тейлор була дружиною Річарда Мура. Його бабусею та дідусем по батьківській лінії були Енн Коттон – дочка сера Роберта Коттона, І баронета Коттон з Комберміра. Його дідом по материнській лінії був Джон Грехем. У 1757 році він успадкував від свого батька титул баронета Тейлор. Він отримав освіту в Трініті-коледжі, Дублін. У 1783 році він став кавалером ордена Святого Патріка, а в 1785 році він склав присягу в Таємній Раді Ірландії. 4 липня 1754 року він одружився з Джейн Роулі – дочкою шановного Геркулеса Ленгфорда Роулі та його дружини Елізабет Роулі – першої  віконтеси Ленгфорд. Її брат – Геркулес Роулі, II віконт Ленгфорд представляв графство Антрім та Даунпатрик в парламенті Ірландії. У цьому шлюбі було чотири доньки та шість синів, у тому числі:
- Томас Тейлор (1757 – 1829) – І маркіз Хедфорт
- Майор Геркулес Тейлор (1759 – 1790) – депутат парламенту, представляв Келлс, як і його батько, і помер неодруженим.
- Генерал Роберт Тейлор (1760 – 1839) – депутат парламенту, також представляв Келлс і помер неодруженим.
- Клотворті Роулі (1763 – 1825) – І барон Ленгфорд, прийняв прізвище Роулі за королівською ліцензією в 1796 році, коли він успадкував маєтки Роулі та отримав нобілітацію як барон Ленгфорд із Саммерхілл у 1800 році. Він одружився зі своєю двоюрідною сестрою Френсіс Роулі, донькою Клотворті Роулі.
- Преподобний Генрі Едвард Тейлор (1768 – 1852) – одружився з Маріанною Сент-Леже – донькою полковника Річарда Сент-Леже і онучкою І віконта Донерейл.
- Леді Генрієтта Тейлор (пом. 1838) – стала дружиною Шамбре Брабазона Понсонбі-Баркера, сина Шамбре Брабазона Понсонбі, у 1791 році.
- Леді Кетрін Тейлор – померла неодруженою.

Лорд Бектайв помер у віці 70 років 14 лютого 1795 року, і його титули успадкував його старший син Томас. Овдовіла графиня Бектайв померла 25 червня 1818 року.
Титул успадкував його старший син Томас Тейлор, що став II графом Бектайв. Він став одним із 28 ірландських перів, що були депутатами Палати лордів парламенту Об’єднаного Королівства Великої Британії та Ірландії і представляли Ірландію. У 1800 році він отримав титул маркіза Гедфорт у перстві Ірландії. Як і його батько та кілька його братів, Томас Тейлор представляв Келлс в Палаті громад Ірландії з 1776 по 1790 рік. Згодом він був депутатом парламенту від округи Лонгфорд до 1794 року, а потім від графства Міт до 1795 року, коли він успадкував титул графа. 15 травня 1806 року став кавалером ордена Святого Патріка. Томас Тейлор служив шерифом графства Міт у 1786 році та губернатором графства Міт. Служив лордом Опочивальні з 1812 по 1829 рік. 5 грудня 1778 Тейлор одружився з Мері Квін – донькою Джорджа Квіна та Керолайн Кавендіш – дочки сера Генрі Кавендіша. У цьому шлюбі було двоє синів і дві дочки, у тому числі: 
- Леді Мері Тейлор (1782 – 1843) – леді опочивальні принцеси Августи.
- Томас Тейлор (1787 – 1870) – II маркіз Гедфорт
- Леді Елізабет Джейн Тейлор (1790 – 1837)
- Лорд Джордж Квін (Тейлор) (1792 – 1888) – одружився з леді Джорджіаною Шарлоттою Спенсер (1794 – 1823) – другою донькою Джорджа Спенсера, II графа Спенсер у 1814 році. Після смерті леді Джорджіани у 1847 році він одружився з Луїзою Рамсден – старшою дочкою сера Джона Рамсдена, IV баронета Рамсден, і онука Чарльза Інгрема - IX віконта Ірвіна. Хедфорт втік у 1803 році з дружиною преподобного К. Д. Мессі, що призвело до судового позову, компенсації 10 000 фунтів стерлінгів і, для позивача, до однієї з найвідоміших промов Джона Філпота Керрана.

Маркіз Хедфорт помер 24 жовтня 1829 року. Його вдова померла 12 серпня 1842 року.
Титул успадкував його син Томас Тейлор, що став II маркізом Гедфорт. У 1831 році він отримав титул барона Кенліс з Кенлісу, що в графстві Міт в перстві Великої Британії. Це дало маркізам Гедфорт автоматично місце в Палаті лордів Великої Британії. II маркіз Гедфорт служив в уряді вігів лорда Мельбруна, отримав посаду лорд-лейтенанта графства Каван. У 1835 році він увійшов до Таємної Ради Ірландії. У 1839 році став кавалером Ордена Святого Патріка. II маркіз Хедфорт вперше одружився з Олівією – донькою Джона Ендрю Стівенсона, у 1822 році. На момент її передчасної смерті (від холери) 21 липня 1834 року вона залишила чоловіка з дев’ятьма дітьми, щоб вони оплакували її смерть. 6 травня 1853 року він одружився вдруге з леді Френсіс МакНагтен – дочкою Джона Лівінгстона Мартіна та вдовою  підполковника Джеймса МакКлінтока з бомбейської армії та вдовою сера Вільяма Гея МакНагтена - британського посла в Афганістані, який був убитий у Кабулі в 1841 році. II маркіз Гедфорт помер у грудні 1870 року у віці 83 років, і його спадкоємцем став його син від першого шлюбу Томас. Ще однією з його дітей від першого шлюбу була письменниця Вірджинія Сандарс. Маркіза Гедфорт померла в 1878 році. 
Титул успадкував його син Томас Тейлор, що став III маркізом Гедфорт. Він був депутатом парламенту Великої Британії і представляв Вестморленд, належав до партії консерваторів (торі). Отримав посаду лорд-лейтенанта графства Міт. Його син від першого шлюбу Томас Тейлор – граф Бектайв теж був депутатом парламенту і належав до партії консерваторів. Але він помер раніше за свого батька. Він був ірландським масоном, був ініційований у ложі № 244 (Келс, Ірландія), служив провінційним великим магістром графства Міт з 1888 року до своєї смерті та поховання у Вірджинії, графство Каван у 1894 році. Він також був англійським масоном і належав до низки масонських орденів. Зокрема, він служив Великим Сувереном (главою ордену) масонського та військового ордену Червоного Хреста Костянтина з 1866 по 1874 рік. 20 липня 1842 року він одружився з Амелією Томпсон – донькою Вільяма Томпсона. У них було семеро дітей: 
- Томас Тейлор (1844 – 1893) – граф  Бектайв
- Шановний Вільям Артур Тейлор (5 березня 1845 – 1 грудня 1845)
- Леді Евелін Амелія Тейлор (8 серпня 1846 – 10 липня 1866)
- Леді Маделін Олівія Сьюзан Тейлор (30 січня 1848 – 27 січня 1876) – одружена з Чарльзом Фредеріком Крайтоном, сином Джона Крайтона, III графа Ерн
- Леді Аделаїда Луїза Джейн Тейлор (24 червня 1849 – 7 листопада 1935)
- Леді Ізабель Френсіс Тейлор (10 травня 1853 – 17 листопада 1909) – дружина сера Фіцроя Клейтона, мати сера Гарольда Клейтона, Х баронета
- Леді Флоренс Джейн Тейлор (21 червня 1855 – 16 серпня 1907) – дружина Сомерсета Максвелла, Х барона Фарнхема.

Дружина III маркіза Гедфорт Амелія померла 4 грудня 1864 року. 29 листопада 1875 року він знову одружився з Емілі Констанцією Тінн – донькою преподобного лорда Джона Тінна та онукою Томаса Тінна, II маркіза Бат. У них було двоє дітей: 
- Леді Беатрікс Тейлор (6 січня 1877 – 3 травня 1944) - одружена з сером Джорджем Фредеріком Стенлі
- Джеффрі Тейлором (12 червня 1878 – 29 січня 1943) – IV маркіз Гедфорт

Його старший син Томас помер у 1894 році, за кілька місяців до свого батька, і таким чином титул перейшов до Джеффрі, єдиного сина Хедфорта від другого шлюбу. Вдова маркіза відвідала Британську Індію, щоб взяти участь у Делійському Дурбарі 1903 року, який відбувся в січні 1903 року на честь коронації короля Едуарда VII як імператора Індії. Померла в 1926 році.
Титули успадкував син III маркіза Гедфорд від другого шлюбу Джефрі Томамас Тейлор, що став IV маркізом Гедфорд. 4 січня 1899 року він отримав звання лейтенанта 1-го полку лейб-гвардії. Звільнився з полку в травні 1901 року. У червні наступного року його призначили лейтенантом у новоствореному полку Йоманрі (Вестмінстерські драгуни). Він був мировим суддею та заступником лейтенанта графства Міт, Ірландія. Служив лейтенантом кавалерії. Він був англійським масоном, був ініційований у Ложі Допомоги № 2773 (Лондон, Англія) на Золотій площі, Лондон, у лютому 1901 року у віці 22 років. Після проголошення незалежності Ірландії він став сенатором Вільної Ірландської Держави. Розі Бут, молода співачка, яка з’явилася в «Мессенджер Бой» у 1900 році під своїм професійним іменем Міс Розі Бут, настільки зачарувала молодого маркіза, що він одружився з нею 11 квітня 1901 року. Їхній шлюб був незвичайним: Роуз була католичкою зі скромного походження, а її чоловік був протестантським аристократом. Він викликав сенсацію, коли прийняв католицтво для їхнього шлюбу. Вони жили в Гедфорт-Хаусі в Ірландії та мали трьох дітей: 
- Теренс Джеффрі Томас, V маркіз Гедфорт
- Лорд Вільям Десмонд Тейлор (1904 – 1989) – британський археолог, відомий своєю роботою в Мікенській Греції. Народився в Ірландії та отримав освіту в школі Гарроу, після кар’єри в банківській справі та дизайні інтер’єрів у Нью-Йорку та військової служби в Північній Африці, він вивчав археологію та антропологію в Трініті-коледжі, Кембридж, перш ніж отримати докторську ступінь з мікенської кераміки в Італії. Після смерті Алана Джона Байярда Вейса в 1957 році він очолив і завершив британську експедицію в Мікени. Тейлор проводив розкопки в Святому Стефані в Лаконії між 1959 і 1977 роками.
- Леді Міллісент Олівія Мері Тейлор – 28 квітня 1930 (розділ 1936) одружилася з Генрі Фредеріком Тіарксом, банкіром; у них був один син, Крістофер Генрі Фредерік (нар. 13 березня 1931 – помер у квітні 1932).
- Леді Міллісент – померла 24 грудня 1975 року.

На сьогодні титулом маркіза Гедфорд володіє Томас Майкл Рональд Крістофер Тейлор, що став VII маркізом Гедфорт. Він успадкував титул від свого батька в 2005 році.  
Станом на 31 серпня 2017 року нинішній володар титулу маркіза Гедфорд  не підтвердив своє правонаступництво титулу баронета Тейлор з Келлс, тому його немає в офіційному списку баронетства, і це баронетство вважається зниклим з 2005 року. 
Ще однією відомою людиною з родини Тейлор був Клотворті Роулі – четвертий син І графа Бектайв та молодший брат І маркіза Гедфорт. Він прийняв прізвище Роулі замість Тейлор і отримав титул барона Ленгфорд з Саммерхілл у перстві Ірландії в 1800 році. 
Преподобний Генрі Едвард Тейлор - п’ятий син І графа Бектайв був батьком відомого політика консерватора Томаса Едварда Тейлора, що обіймав посаду канцлера герцогства Ланкастер у 1868 році та в 1874 – 1880 роках. 
Родинним гніздом маркізів Гедфорд був Гедфорт-Хаус, що стоїть поблизу Келлса, графство Міт в Ірландії.

## Баронети Тейлор з Келлс (1704)
- Сер Томас Тейлор (1662 – 1736) – І баронет Тейлор
- Сер Томас Тейлор (1686 – 1757) – II баронет Тейлор
- Сер Томас Тейлор (1724 – 1795) – III баронет Тейлор (отримав титули барон Гедфорт у 1760 році, віконт Гедфорт у 1762 році та граф Бектайв у 1766 році)

## Графи Бектайв (1766)
- Томас Тейлор (1724 – 1795) – І граф Бектайв, І віконт Гедфорт, І барон Гедфорт
- Томас Тейлор (1757 – 1829) – II граф Бектайв, II віконт Гедфорт, II барон Гедфорт  (отримав титул маркіз Гедфорт у 1800 році)

## Маркізи Гедфорд (1800)
- Томас Тейлор (1757 – 1829) – І маркіз Гедфорт, II граф Бектайв, II віконт Гедфорт, II барон Гедфорт
- Томас Тейлор (1787 – 1870) – II маркіз Гедфорт, III граф Бектайв, III віконт Гедфорт, III барон Гедфорт, І барон Кенліс
- Томас Тейлор (1822 – 1894) – III маркіз Гедфорт, IV граф Бектайв, IV віконт Гедфорт, IV барон Гедфорт, II барон Кенліс
- Джеффрі Томас Тейлор (1878 – 1943) - IV маркіз Гедфорт, V граф Бектайв, V віконт Гедфорт, V барон Гедфорт, III барон Кенліс
- Теренс Джеффрі Томас Тейлор (1902 – 1960) – V маркіз Гедфорт, VI граф Бектайв, VI віконт Гедфорт, VI барон Гедфорт, IV барон Кенліс
- Томас Джеффрі Чарльз Майкл Тейлор (1932 – 2005) – VI маркіз Гедфорт, VII граф Бектайв, VII віконт Гедфорт, VII барон Гедфорт, V барон Кенліс
- Томас Майкл Рональд Крістофер Тейлор (нар. 1959) – VII маркіз Гедфорт, VIII граф Бектайв, VIII віконт Гедфорт, VIII барон Гедфорт, VI барон Кенліс

Спадкоємцем титулу є син нинішнього власника титулу Томас Руперт Чарльз Крістофер Тейлор – граф Бектайв (народився в 1989 році).